# Дем'яненко Валентин Юрійович
Валенти́н Ю́рійович Дем'я́ненко (азерб. Valentin Yuryeviç Demyanenko, нар. 23 жовтня 1983, місто Черкаси) — український і азербайджанський веслувальник-каноїст, багаторазовий чемпіон Європи та світу, учасник декількох Олімпійських ігор. Народився і виріс у Черкасах. До 2007 року виступав за Україну, а з 2007 року — за Азербайджан.

## Біографія
Народився Валентин 23 жовтня 1983 року у місті Черкаси. З дитинства активно займався веслуванням на місцевій базі, першим тренером був Анатолій Дудник. Закінчив Черкаський національний університет ім. Б Хмельницького за спеціальністю «Фізичне виховання». У віці 18 років став чемпіоном України, тим самим виконавши нормативи майстра спорту та потрапив до молодіжної збірної України. 2004 року став чемпіоном Європи на 500-метровій дистанції. 2005 року пройшов відбір до складу національної збірної України, дебютував на Кубку світу, вперше виступивши на дорослій першості світу та Європи. На чемпіонаті Європи 2005 року у Познані був близьким до перемоги, програвши лише одну соту росіянину Максиму Опалеву. Того ж року на чемпіонаті світу у Загребі узяв у нього реванш у добився звання найкращого каноїста-спринтера на планеті. 2006 року у Сегеді отримав лише срібло, знову програвши росіянину Миколі Ліпкіну.
2007 року Валентин прийняв азербайджанське громадянство і став виступати за збірну Азербайджану. Перехід був пізнім, тому пройти кваліфікацію до Пекіну він не встиг. На Кубку світу у загальному індивідуальному заліку розташувався на 6 місці. 2009 року повернув собі звання чемпіона світу на дистанції 200 м, перемігши на чемпіонаті у канадському Дортмуті. Окрім того того ж року був першим на чемпіонаті Європи. 2011 рік став для Валентина найбільш успішним, отримавши 2 золоті медалі на чемпіонаті Європи та золото і срібло на чемпіонаті світу. При цьому у загальному індивідуальному заліку посів 4 місце. 2012 року виграв золото на чемпіонаті Європи, мав брати участь у Олімпіаді у Лондоні. Але через травму не зміг дійти навіть до півфіналу. На чемпіонаті Європи 2013 року отримав срібну медаль. На Олімпіаді 2016 року у Ріо-де-Жанейро посів 2 місце, програвши українському веслувальнику Юрію Чебану.